# Кочкин, Борис Александрович (футболист)
Бори́с Алекса́ндрович Ко́чкин (род. 28 августа 1982, Большой Камень, Приморский край, СССР) — российский футболист, нападающий.

## Карьера
Борис Кочкин — воспитанник футбольного клуба «Океан» Находка. В 2007 году выступал в Первом дивизионе за «СКА-Энергию». В 2010 году перешёл в бангладешский клуб «Муктижодда Сангсад КС», в составе которого стал серебряным призёром чемпионата Бангладеш.
В 2013 году выступал в чемпионате Приморского края за команду «Залив» Владивосток. В 2014 году играл за аутсайдера второго дивизиона Малайзии ПБАПП (PERBADANAN BEKALAN AIR PULAU PINANG FC). В 2014 году вместе с ФК «Океан» выиграл чемпионат Приморского края по футболу. С 2017 года выступает за ФК «Шахтер-СУЭК». Выиграл первенство Приморского края среди ветеранов по мини-футболу 2019 года в составе владивостокского «Бордо».